# Trachylepis quinquetaeniata
Trachylepis quinquetaeniata là một loài thằn lằn trong họ Scincidae. Loài này được Lichtenstein mô tả khoa học đầu tiên năm 1823.

## Hình ảnh

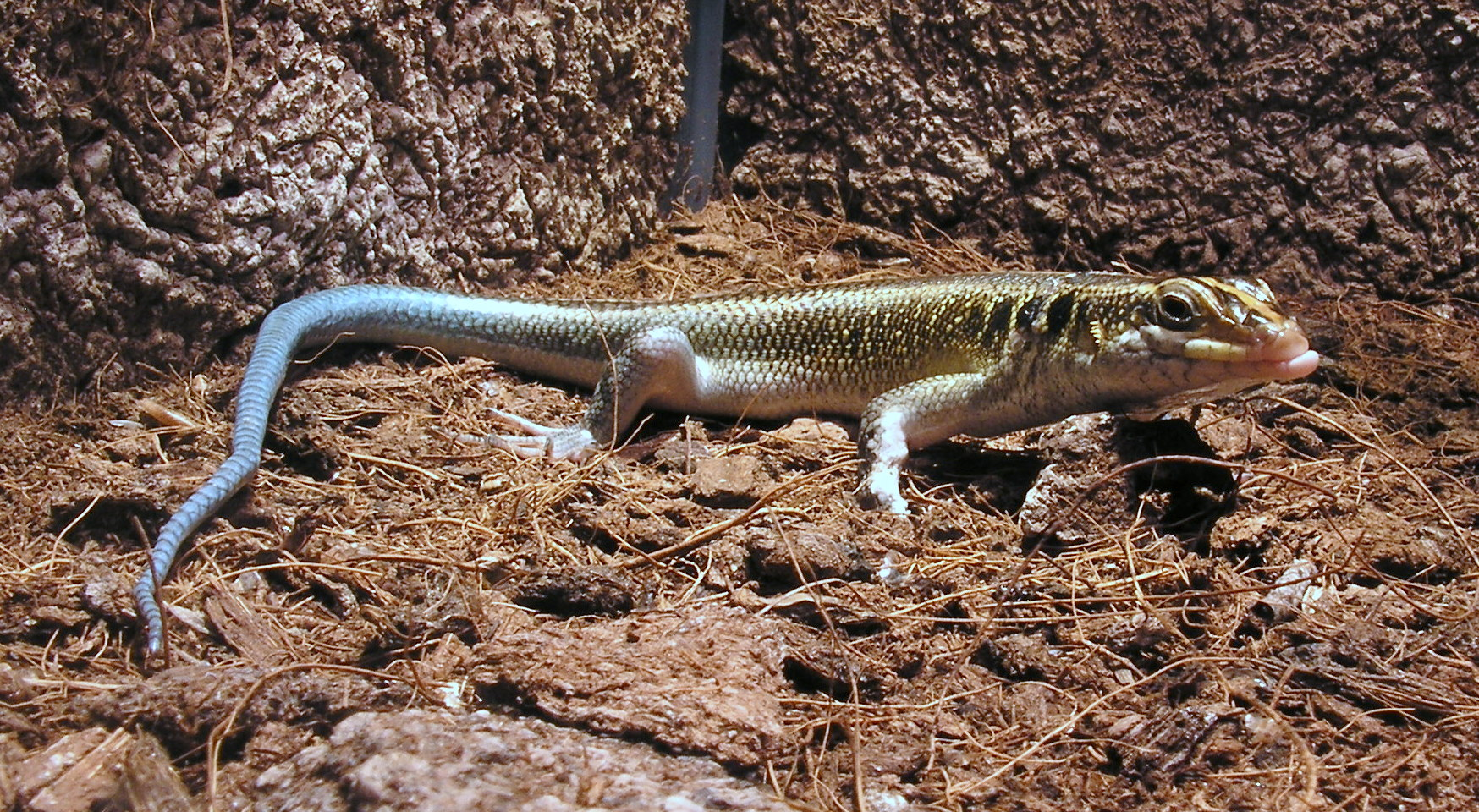
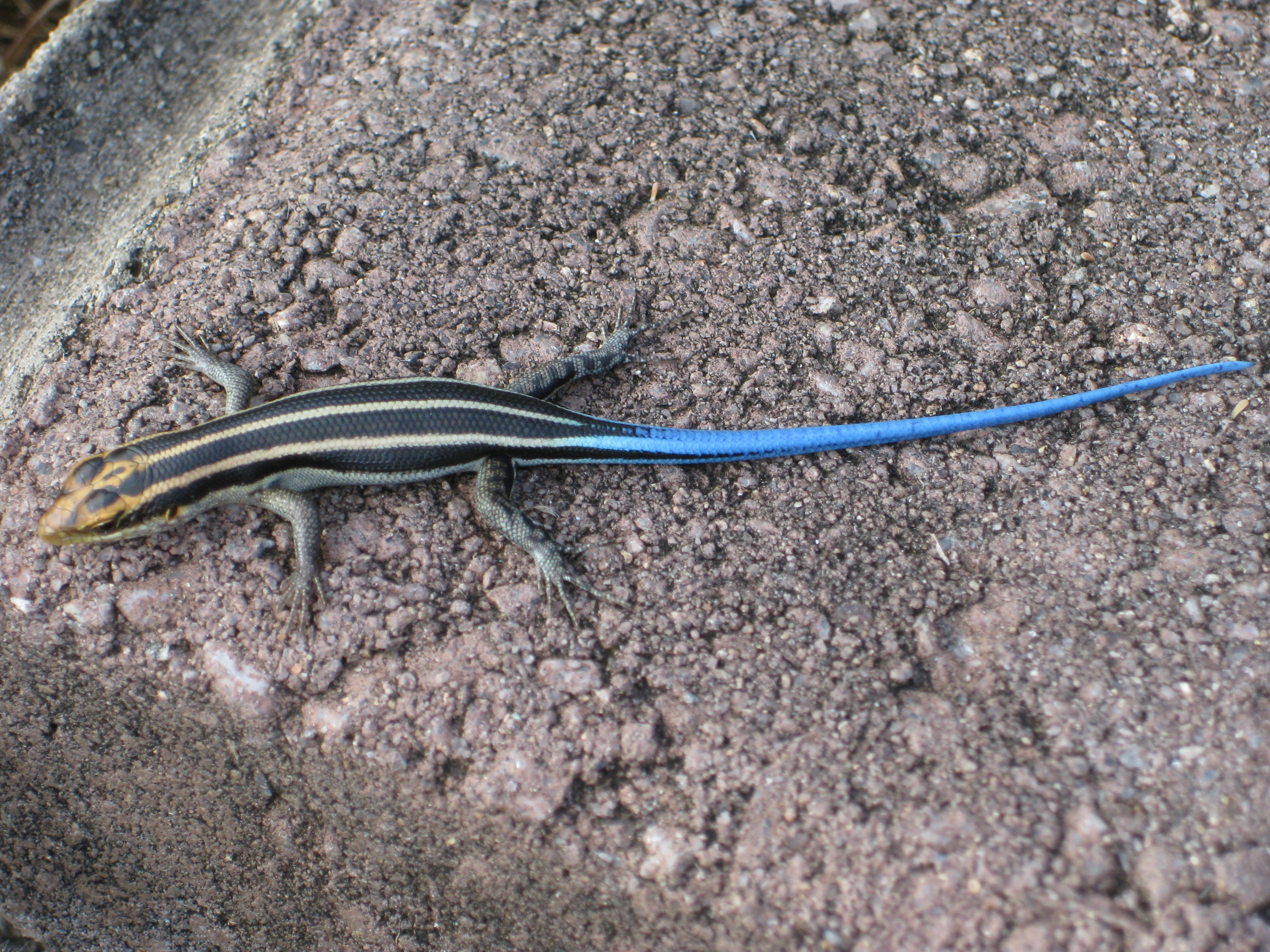